# Giovanni Moro
Giovanni Moro (... – Acerenza, 1254, intorno a novembre) fu un servo di Federico II di Svevia, figlio di una schiava saracena, protagonista di un'«insolita» parabola sociale che gli permise di assumere un notevole peso politico presso la corte sveva del Regno di Sicilia, fino alla carica di Gran camerario, a cui si aggiunse un ruolo di spicco a Lucera, sotto Federico II e Corrado IV.

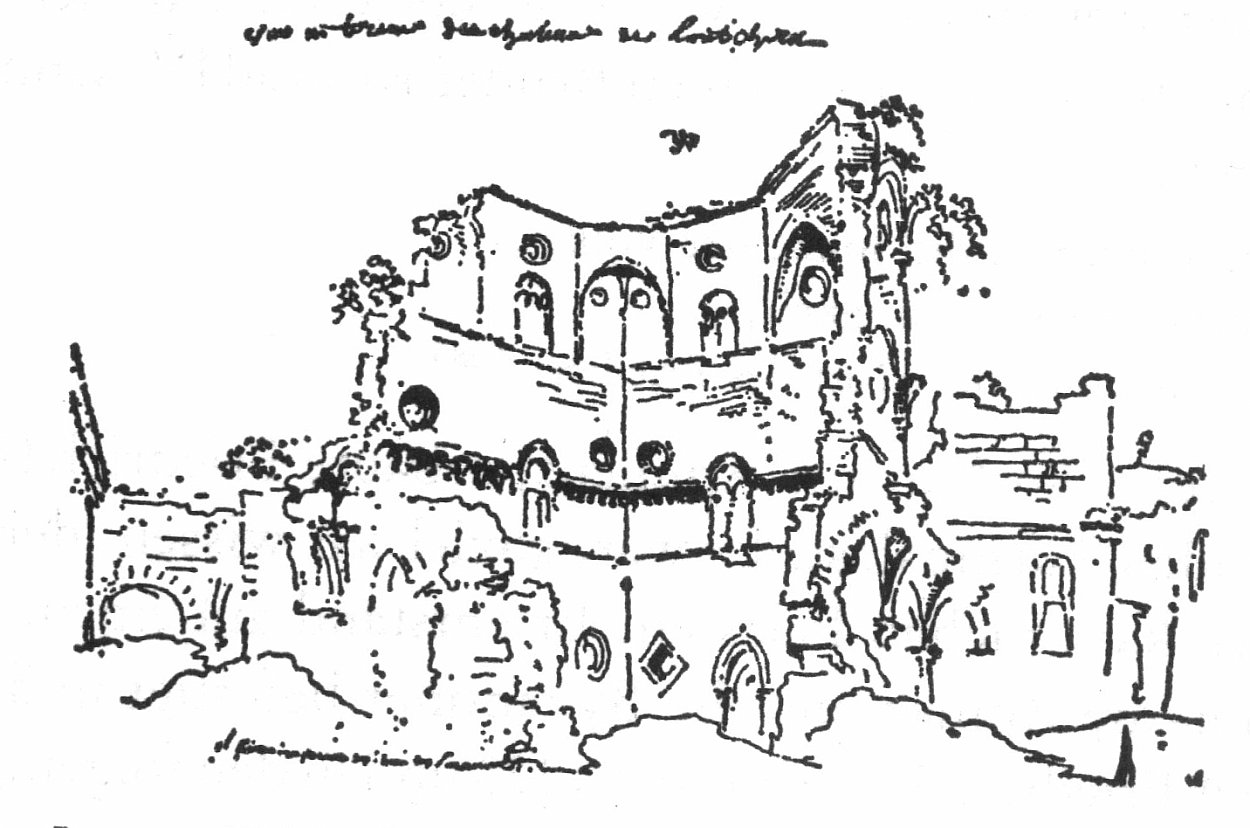
Uno schizzo risalente al 1778 dei resti del palazzo di Federico II a Lucera, di cui Giovanni ebbe la capitanìa, prima di assurgere a Gran camerario del Regno

Alla sua origine saracena deve anche il nome, che si riferisce all'origine etnica e al colore dell'incarnato. Dell'origine geografica farebbe fede anche un busto, con fattezze nordafricane, ritrovato nel castello di Lucera, che si ritiene riferibile, con molta plausibilità, proprio a Giovanni.
La sua fedeltà alla dinastia sveva si interruppe nel 1254, sotto Manfredi, quando Giovanni Moro passò alla avversa parte guelfa filo-papale, una scelta di campo dettata dall'opportunismo, che lo mandò incontro alla morte per mano dei Saraceni di Lucera. In quello stesso anno, in una lettera alla cristianità del 9 novembre, Papa Innocenzo IV ne affermava anche la conversione alla fede cattolica.
Alla morte, il suo ufficio di Gran camerario fu appannaggio di Manfredi Maletta.

## Biografia

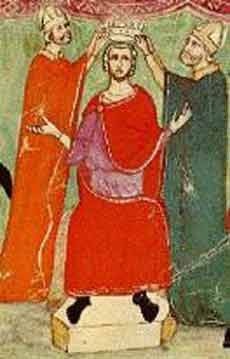
Incoronazione di Manfredi, miniatura dalla Nova Cronica del Villani

### Identità etnica e sociale
Inizialmente era un servo degli appartamenti dell'imperatore svevo. Rimane peraltro non ben definita la sua identità etnica e religiosa: gli Annales Placentini Gibellini lo definiscono Saraceno; l'Historia de rebus gestis Frederici II imperatoris dello Pseudo-Jamsilla, unica fonte in questo senso, lo definisce niger (negro); di fattezze nordafricane è anche un busto in calcare grigio, ritrovato nel castello di Lucera e conservato al Museo civico Giuseppe Fiorelli, che, con molta plausibilità, si ritiene riferibile proprio a Giovanni; Pietro Egidi lo ritiene «un nero o un berbero musulmano»; altri, come Thomas van Cleve, lo vorrebbero invece un non meglio precisabile musulmano convertito al Cristianesimo. Papa Innocenzo IV, nelle sue lettere, e l'Historia de rebus gestis Frederici II imperatoris di Pseudo-Jamsilla, non lo identificano come musulmano, il che farebbe ritenere già intervenuta la conversione. La scarsa evidenza ricavabile a questo titolo dalla documentazione, autorizza a ritenerlo un «nero africano musulmano, convertitosi alla cristianità durante il regno di Federico II».

### Ascesa sotto Federico II e Corrado IV
Federico II rimase colpito dalle sue capacità personali e ne gratificò presto le doti nominandolo custode (custos) e preposto (praepositus) della Camera regis, partecipe dell'intimità (secretorum aulae particeps), a cui Federico II aggiunse in dono anche il titolo di barone.
Nonostante la modesta condizione servile di origine, Giovanni Moro poté infatti beneficiare della peculiare apertura mentale di Federico di Svevia, attento ad accogliere e promuovere le persone sulla base di comportamenti e capacità, e non della stirpe di nascita. Se questo atteggiamento mentale era in grado di favorire spesso l'ascesa di persone di estrazione ceto borghese, depositarie di competenze tecniche, rimane comunque piuttosto insolita l'ascesa a corte di un personaggio di condizione servile come Giovanni.
L'ascesa di Giovanni Moro è particolarmente legata alla Capitanata, a Lucera e a Foggia, cioè a territori verso i quali l'imperatore Hohenstaufen mostrava un particolare interesse, tradottosi poi in un importante programma edilizio.
Giovanni Moro acquisì una posizione di potere a Lucera e, al pari di notabili come Pier della Vigna, deteneva notevoli possedimenti in Capitanata e a Foggia. In quest'ultima città, ad esempio, disponeva di una casa prospiciente la piazza principale (magna platea), e un giardino nei pressi della Chiesa del Santo Sepolcro, entrambi beni appartenuti un tempo al nobile Palmerio da Corvo. Possedeva inoltre diverse abitazioni nel suburbio di San Pietro, e, altrove, varie vigne e proprietà terriere.
Dopo la morte dell'imperatore, la sua carriera politica alla corte sveva proseguì intatta con Corrado IV. Da una lettera di papa Alessandro IV, il 19 settembre 1253, apprendiamo che Giovanni Moro (Johannes dictus Morus), dopo la morte dell'imperatore svevo, era stato confermato magister e praepositus della camera regis. Corrado premiò la sua fedeltà facendolo comandante del castello di Lucera, nel quale sembra gli fosse riservato un appartamento.

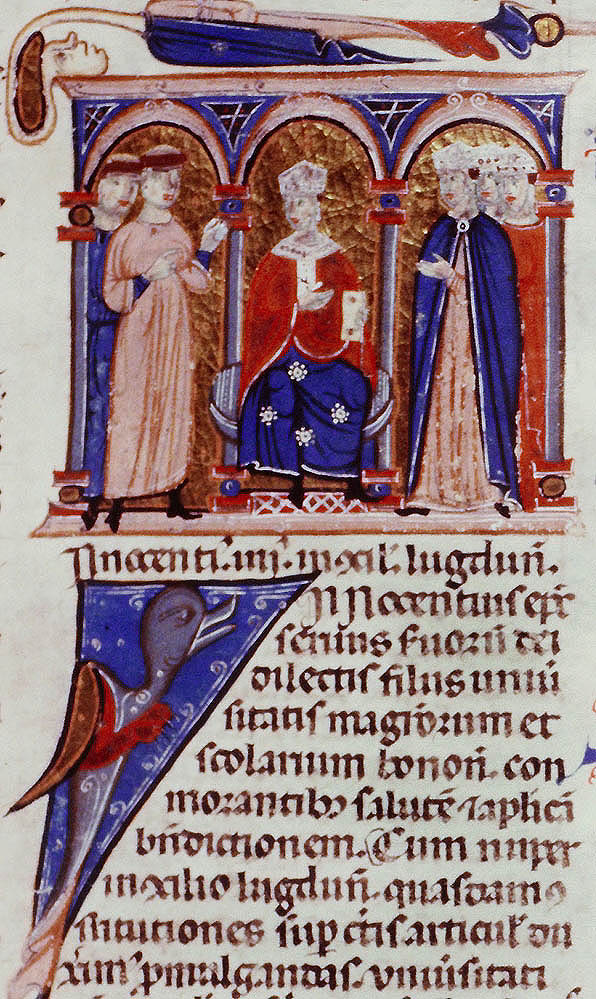
Innocenzo IV al Concilio di Lione che sancì la condanna di Federico II come Anticristo.

Fu poi Gran camerlengo del Regno di Sicilia. A Corrado fu tanto fedele da offrirsi forse anche come sicario nel 1253: una tradizione cronachistica indicherebbe in lui l'esecutore materiale della morte del quindicenne Enrico Carlotto di Sicilia, figlio di Federico II e Isabella d'Inghilterra.

### Il voltafaccia sotto Manfredi e la fine
La Historia de rebus gestis Federici II dello pseudo-Jamsilla ricorda come la sua dedizione alla parte ghibellina fosse cessata nel 1254, nell'incerta prospettiva che la morte di Corrado, avvenuta il 21 maggio di quell'anno, schiudeva ai superstiti della periclitante dinastia degli Hohenstaufen: Giovanni Moro si schierò allora con Innocenzo IV, unendosi alla parte guelfa nella contesa dei poteri universali rappresentati da Manfredi e il papa, divenendo parte del progetto del papato di stabilire il suo potere temporale nell'Italia meridionale, a spese degli eredi svevi.
A far luce sui motivi del voltafaccia è proprio una lettera che il pontefice indirizza a Giovanni il 3 novembre 1254, a cinque mesi dalla morte di Corrado: il papa scrive al suo interlocutore per confermargli alcuni possedimenti che Giovanni aveva ricevuto in dono dallo scomunicato Corrado, pascoli, boschi, coltivi e terre incolte, sorgenti, il castrum di Calatabiano (presso Catania) e quello di Vicari, in cambio dei quali Giovanni doveva garantire, alla bisogna, aiuto militare per la difesa del Regno di Sicilia. Sei giorni dopo, un'altra missiva papale mette Giovanni sotto la diretta protezione del pontefice. I possedimenti confermati dal papa delineano un quadro di grande opulenza, grazie anche al notevole accrescimento di cui le ricchezze di Giovanni Moro avevano beneficiato sotto il regno di Corrado: e proprio la difesa di questo status sociale, nell'incerto avvenire che si profilava per la dinastia sveva, avrebbe spinto Giovanni al tradimento.

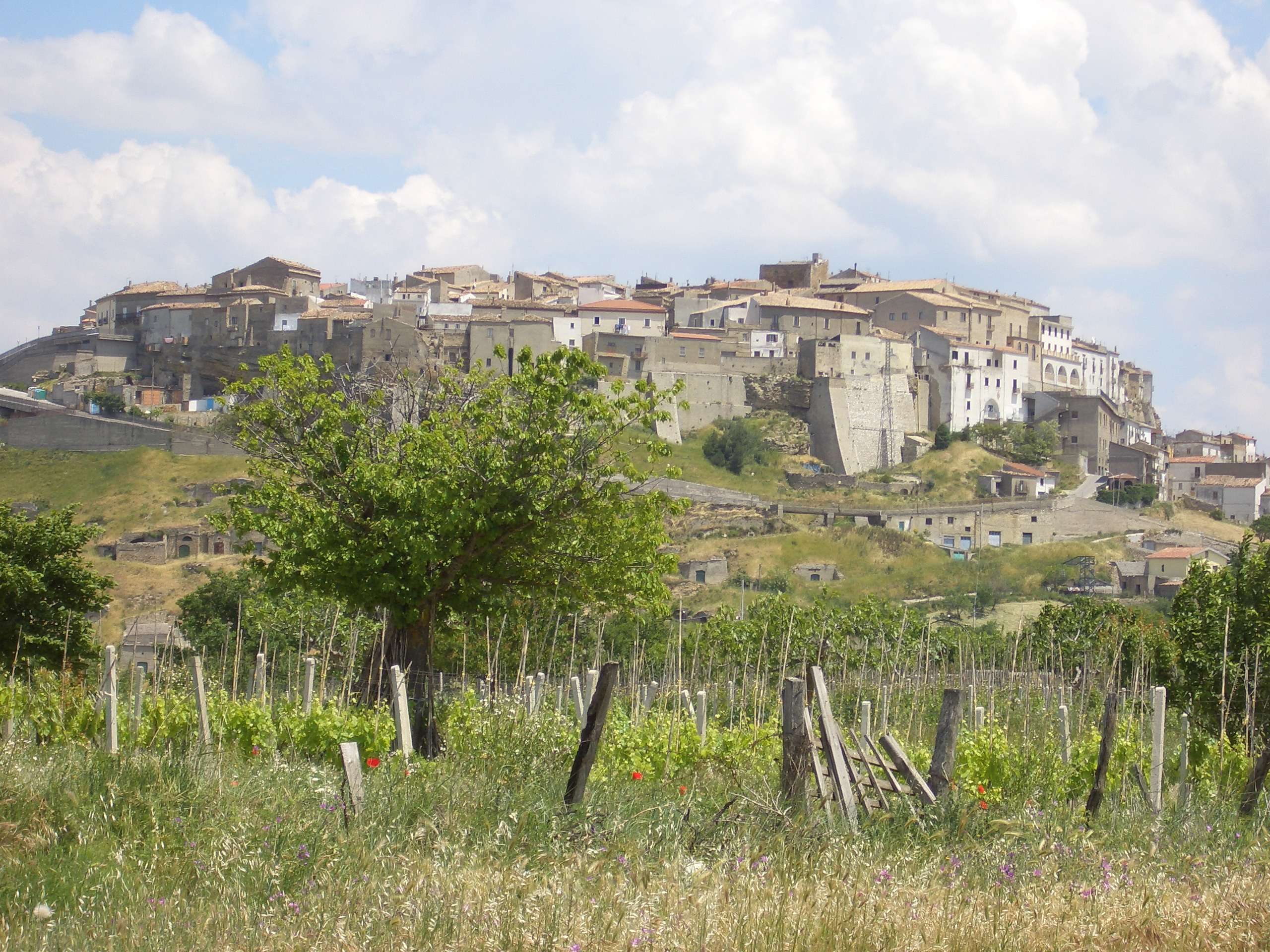
La cinta fortificata di Acerenza, dove si consumò l'assassinio di Giovanni Moro

Ma il repentino cambio di fronte sarebbe stata anche la causa della sua definitiva rovina: Giovanni fu ucciso ad Acerenza per mano di saraceni fedeli alla dinastia sveva provenienti dall'insediamento musulmano di Lucera.
La morte gli occorse intorno al novembre 1254, al tempo in cui Manfredi, accompagnato da Tommaso II d'Aquino, era in precipitosa fuga a cavallo dalla Terra di lavoro a Lucera, sotto l'incalzare delle truppe papali di Innocenzo IV che dilagavano in Campania, un evento, quello del ripiegamento, di cui l'autore dell'Historia di pseudo-Jamsilla si ritiene essere stato testimone diretto.
Il corpo di Giovanni fu dilaniato dai suoi aggressori e la testa mozza fu portata a Lucera, dove fu esposta presso la porta foggiana della città, dovendo servire da ammonimento sulla fine spettante ai traditori della casa sveva..